# Europese kampioenschappen powerlifting 1998 (heren)
De Europese kampioenschappen powerlifting 1998 voor heren waren door de European Powerlifting Federation (EPF) georganiseerde kampioenschappen voor powerlifters. De 21e editie van de Europese kampioenschappen vond plaats in het Finse Sotkamo van 7 tot en met 10 mei 1998.

## Uitslagen
| klasse   | Goud               | Zilver              | Brons                    |
| -------- | ------------------ | ------------------- | ------------------------ |
| -52 kg   | Andrzej Stanaszek  | Vyacheslav Gorbunov | Christian Klein          |
| -56 kg   | Konstantin Pavlov  | Roy Brandtzæg       | Jurgen Nemeth            |
| -60 kg   | Wim Elyn           | Amit Selberg        | Janek Nurmeots           |
| -67,5 kg | Jarosław Olech     | Evgeniy Dolgov      | Jan Wilczyński           |
| -75 kg   | Victor Furazhkin   | Jan Wegiera         | Jan Theys                |
| -82,5 kg | Dmytro Solovyov    | Roman Szymkowiak    | Sergey Mor               |
| -90 kg   | Alexander Dekhanov | Vitaliy Glubokiy    | Sergiy Romanenko         |
| -100 kg  | Oleksiy Solovyov   | Andrius Gecas       | Carl Olav Christoffersen |
| -110 kg  | Volodymyr Ivanenko | Jörgen Ljungberg    | David Holmberg           |
| -125 kg  | Auðunn Jónsson     | Pasi Martikainen    | Yevgeny Birun            |
| +125 kg  | Victor Naleykin    | Yuriy Naleykin      | Leopold Krendl           |